# Atlético Clube Coríntians
L'Atlético Clube Coríntians és un club de futbol brasiler de la ciutat de Caicó a l'estat de Rio Grande do Norte.

## Història
El club va néixer el 1963 com a Associação Desportiva Corintians. El 25 de gener de 1968 esdevingué Atlético Clube Coríntians en fusionar-se amb l'Atlético Clube de Caicó. El 1995 jugà a la Tercera Divisió brasilera. Va guanyar el Campionat potiguar el 2001. Aquest mateix any tornà a la Tercera Divisió brasilera, i el 2002 i 2003 disputà la Copa do Brasil, on fou eliminat pel Bahia, i pel Cruzeiro respectivament.

## Palmarès
- Campionat potiguar:
  - 2001